# 暑湾

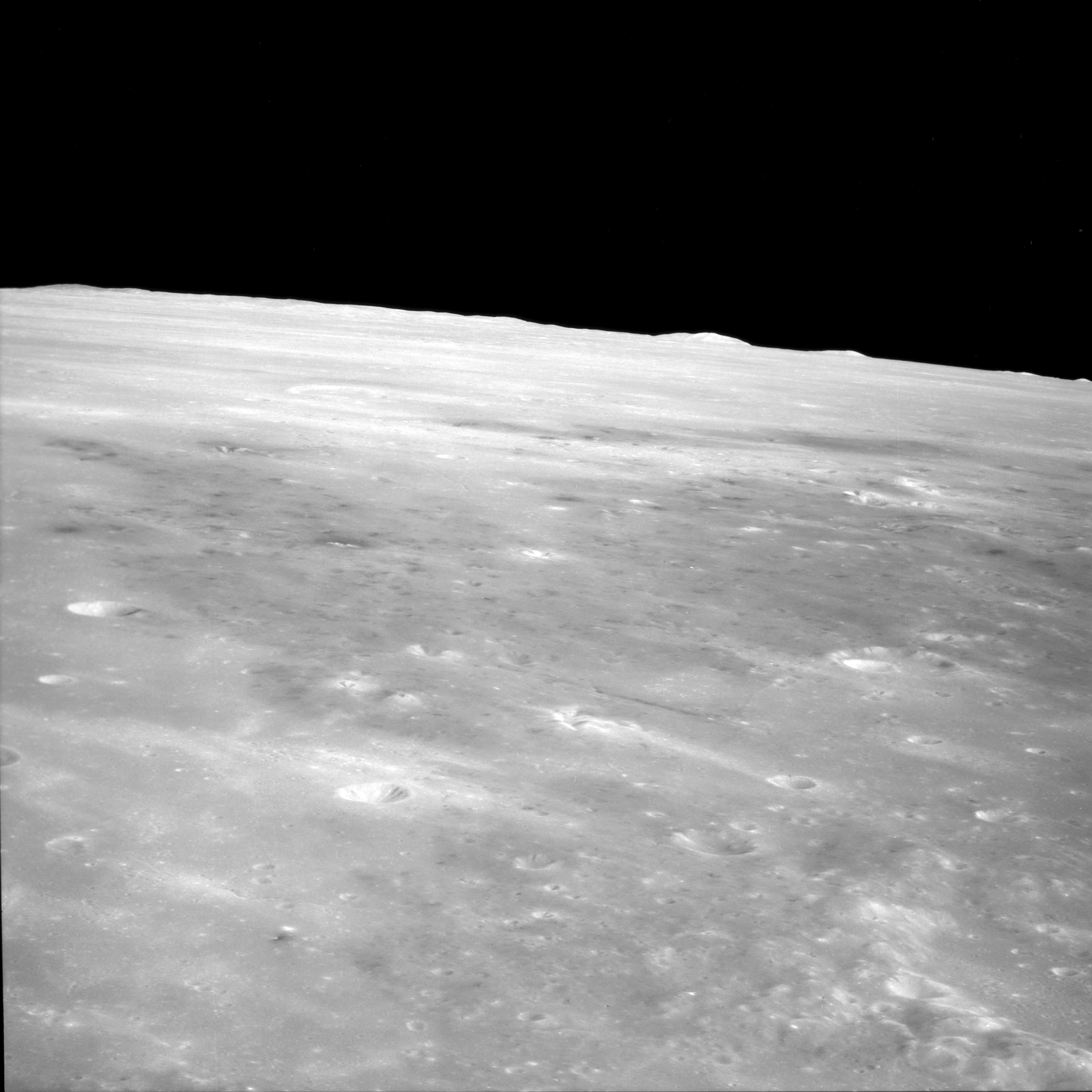
浪湾南岸幽暗区，暗黑的岩石部分被明亮的溅射物遮敝，但所环绕的陨坑清晰可见，北方地平线上是亚平宁山脉。阿波罗12号拍摄(1969年)

浪湾又译作暑湾（拉丁語：Sinus Aestuum），是月球正面风暴洋东部边缘上的一座月海区，大小约直径300公里，中心月面坐标为12°06′N 8°18′W / 12.1°N 8.3°W。
浪湾西部与风暴洋相连接且无明确的界限，这一侧坐落着突出的哥白尼环形山，它的后面是岛海；东南，宽阔的山区将浪湾与中央湾分隔开；东面则是高度更低的汽海；北面，亚平宁山脉构成了浪湾与雨海的分水岭。
浪湾西侧坐落着二座大型撞击坑－保存完好的厄拉多塞陨石坑及「幽灵坑」斯塔迪乌斯陨石坑；湾区反照率变化十分显著：西部覆盖着明亮的哥白尼环形山溅射物，而东部高地、南面及东南岸则是暗黑的火山喷发物。在浪湾南部(5°48′N 7°42′W / 5.8°N 7.7°W)的幽暗区中，坐落着一处被称为格罗特胡森城的异常凸起地貌。

## 命名
「浪湾」（Sinus Aestuum）一名首次出现于1651年的月图上，意大利天文学家乔瓦尼·里乔利。然而，他所指的月湾地区实际是现在所称的中央湾，该区域并未被命名。后来，在第二十世纪初，在所有反映了这一区域的月图中，"浪湾"一名被转给了它。1935年，浪湾与其它传统月球名称一道被国际天文联合会采纳。
古代其它的月图制图师也将它称为月湾。1645年荷兰天文学家米迦勒·弗洛伦特·范·朗伦称它是汽海的"天主教海峡"(拉丁语:"Fretum Catholicum") ；1647年，波兰天文学家约翰·赫维留用意大利南部"圣尤菲米娅"古地名称它为"希波尼亚特斯湾"(Sinus Hipponiates)
。

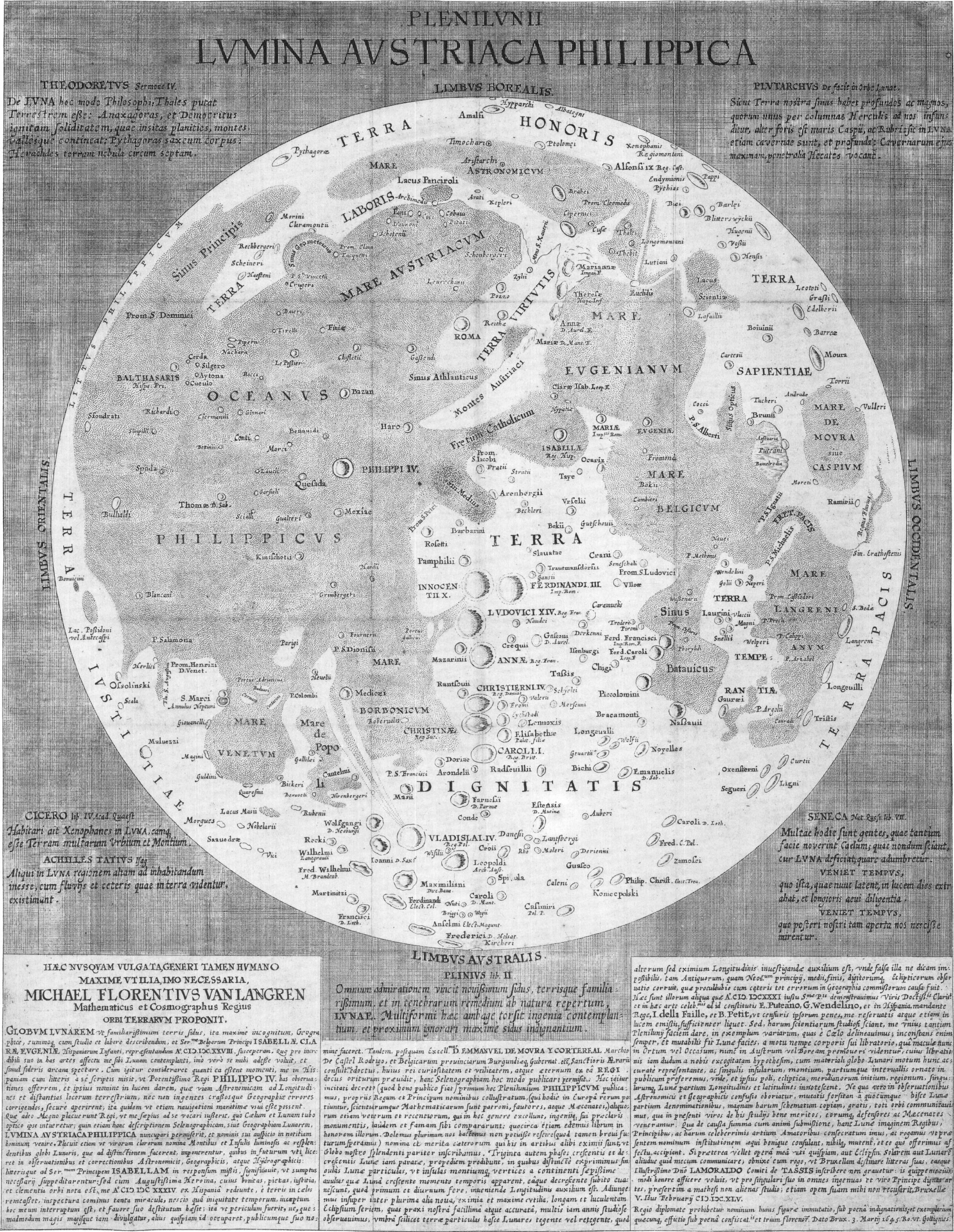
范·朗伦的地图 (1645)
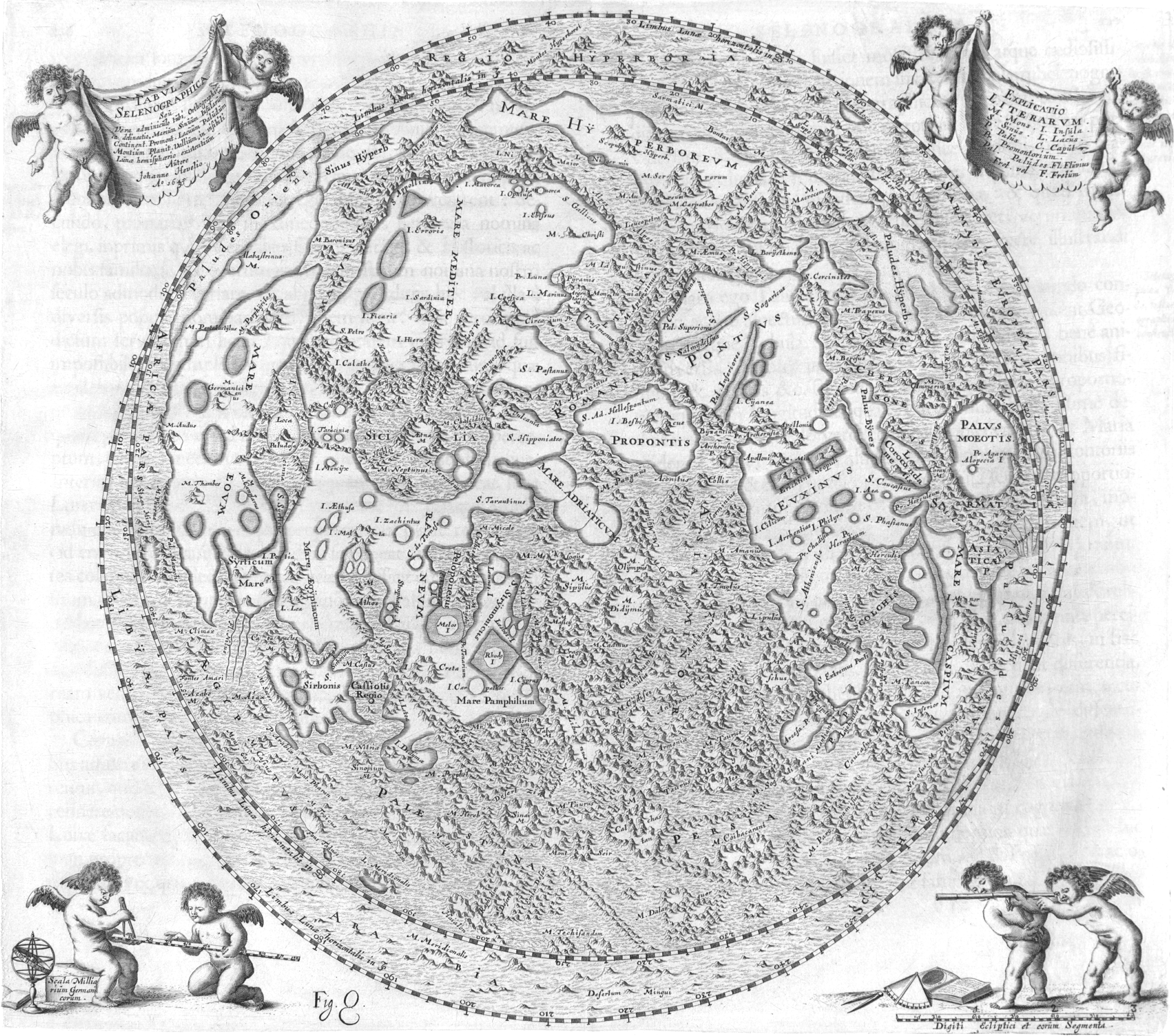
约翰·赫维留的地图 (1647)
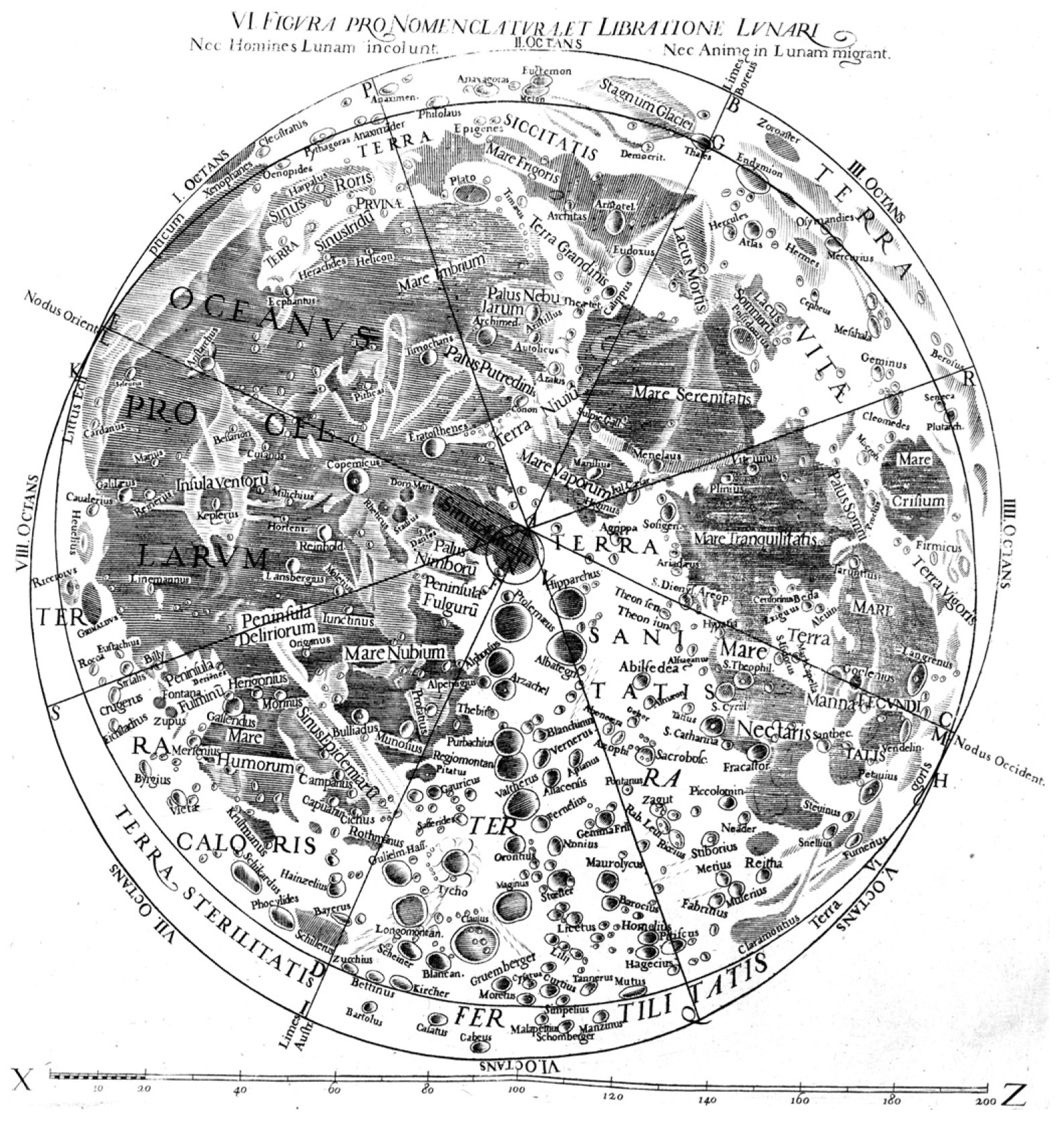
里乔利的地图 (1651)

## 描述

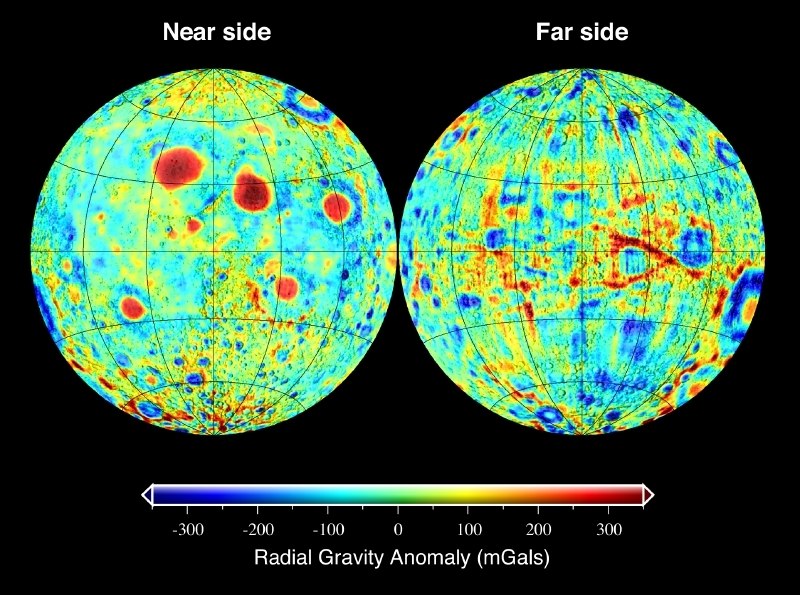
带高度调节的月球重力场变化图(列出出传统球面上)可看到浪湾为一小质量瘤。

### 凸出地貌
同其它月湾一样，浪湾是一处被凝固熔岩覆盖的平原，其表面低于月面基准高度1.0-1.3公里，所覆盖的熔岩层平均厚度接近200米，并且从东到西逐惭增加，在抵达斯塔迪乌斯陨石坑附近时，最大厚度约达1250米(测量半掩埋陨石坑所获得的数据)，这一增厚区形成了一个小质量瘤，在此，重力加速度增加了0.04-0.06伽(1厘米/秒²)。
浪湾中有二座直径60公里以上的撞击坑：西北的厄拉多塞陨石坑以及西面的斯塔迪乌斯陨石坑。其中前一座保存完好，而后一座几乎完全被熔岩淹没。这是截止2015年浪湾中已命名的撞击坑，但那里还有许多小的无名坑和卫星坑，月湾区(特别是西部)大型的哥白尼环形山附近，密布着它的众多次级坑，在西部一些地方构成了较为醒目的链坑。
月湾东部和周围山区表面穿插着数条被称为"波得月溪"(Rimae Bode)的裂隙。月湾东南，一道长长的无名皱岭沿边缘平行延伸，山岭至东南岸间地区的高度升至300米。也许，这是该山脊下形成的断层和假想的浪湾撞击盆地的内环特征。此外，月湾熔岩平原上的小山丘和凹陷，可能起源于火山活动。

### 火山喷发
浪湾沿岸（东、南和西南）是三处边界模糊的宽阔暗黑区，为月球上最幽暗的区域，也是最大、最显目的（虽然有时它们被哥白尼环形山明亮的溅射物所遮敝），其范围达到100-150公里。它们并未扩散到月湾中，因为那里的熔岩层覆盖了这些暗黑的岩石并掩盖它们的来源。根据目前的观点，火山碎屑岩主要产生于火山爆发或熔浆泉喷发，当时小型碎岩被抛射散落到数百公里外。依据日本辉夜号探测器上雷达传感器数据反映，这些区域的地层厚度达到100-300米，局部地区超过400米。浪湾南岸的黑暗区是月球上唯一发现了(据卫星观测)富含尖晶石矿石的区域。东部区的黑暗岩石与南面的特征略有不同，那里可能属于另外一次的喷发。
研究阿波罗17号宇航员从这些区域所取回月岩样本，显示这种黑色岩石富含铁和钛，部分地区已被确认出是这些喷发物的来源之处，主要位于被熔岩淹没的撞击盆地边缘，现在已变成了月沟或月谷。

## 地质史
有一种假说认为浪湾是一座已损毁的大型撞击坑（盆地）。根据这些观点
，它大约形成于雨海之前或稍后一些。
后来在浪湾发生了火山喷发，黑暗的岩石遍布月湾四周；再后来，熔岩覆盖了整个月湾，在晚雨海世时期形成现在的熔岩表面。古老的暗黑溅射物与熔岩的比率相当接近，因此，火山的溢流式喷发与爆炸式喷发交叉更替，在月湾中不断形成小的火山洼地和高地以及后来熔岩覆盖的外观。
早在浪湾被涌出的岩浆填满前，斯塔迪乌斯陨石坑就已存在，而厄拉多塞陨石坑的形成则在填满之后。爱拉托逊纪后（约800亿年前）哥白尼环形山出现在月湾附近，它明亮的溅射物及次级坑覆盖了浪湾的西部区域。

## 地图
浪湾及周边地区地形图，发布于1964年和1966年(美国空军航图信息中心):

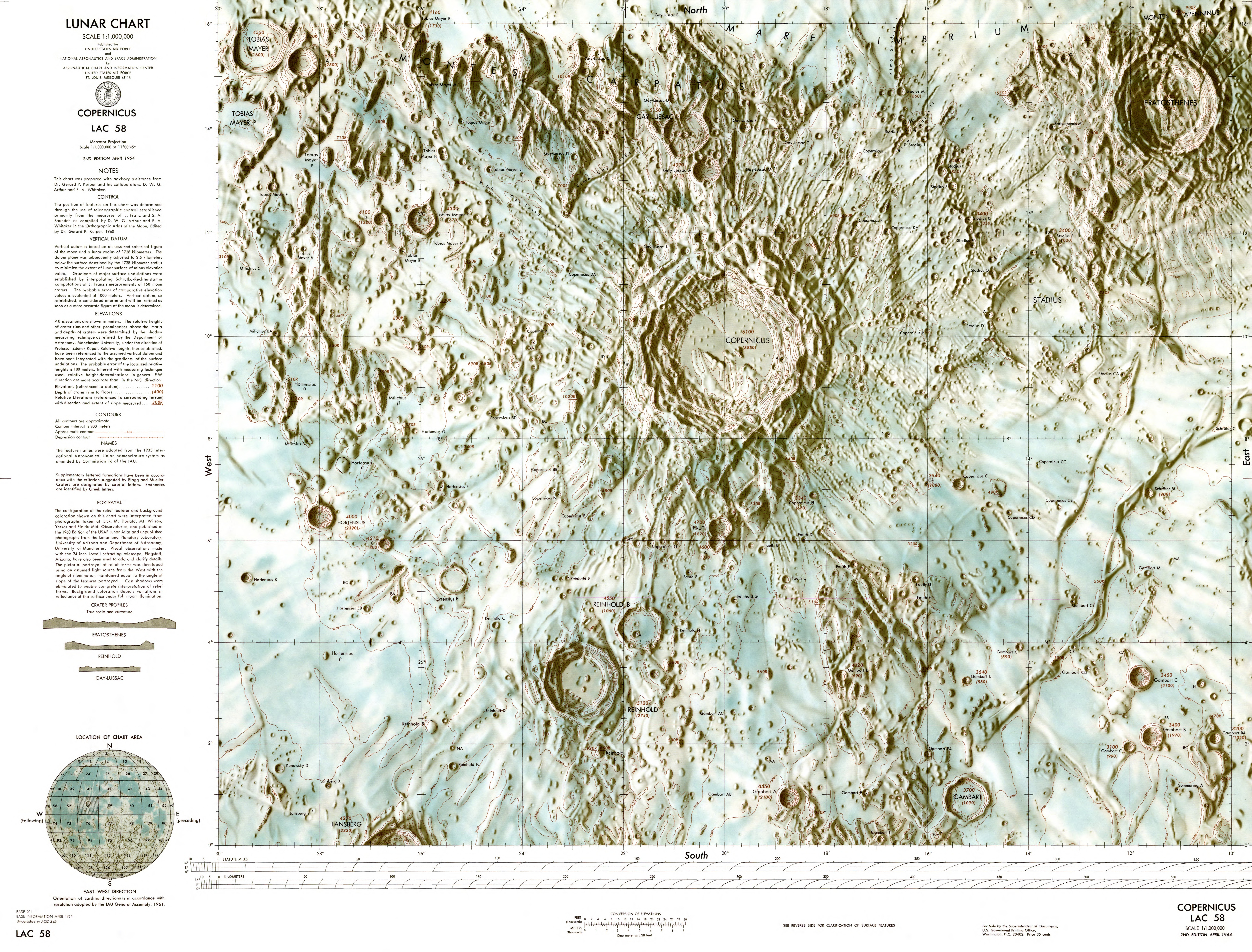
浪湾西部
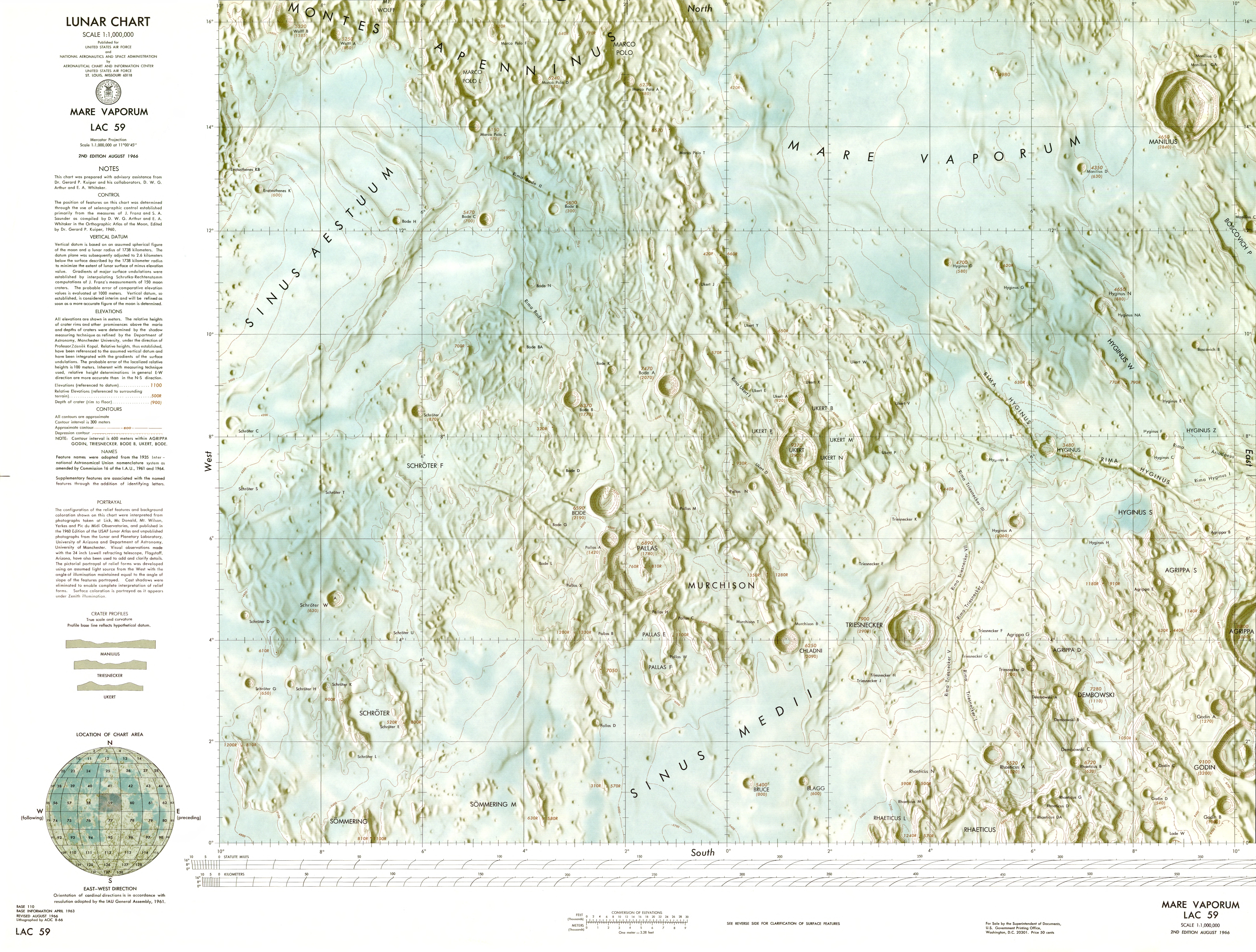
浪湾东部